# Ernest Vaast
Ernest Vaast (* 28. Oktober 1922 in Paris; † 10. April 2011 in Balaruc-les-Bains) war ein französischer Fußballspieler und -trainer.

## Im Verein
Der Linksaußen war „trotz seines leicht krummen Rückens und eines Gesichtsausdrucks, als trüge er das ganze Elend der Welt auf seinen Schultern“, ein schneller und vielseitig einsetzbarer Angreifer mit einem oft genug „spektakulären Schuss aus vollem Lauf“, den Chaumier als talentiertesten und wirkungsvollsten französischen Stürmer der unmittelbaren Nachkriegszeit bezeichnet, der seine Fähigkeiten aber nicht konstant zur Geltung brachte. Während Krieg und deutscher Besetzung spielte er zunächst für den FEC Levallois; in der Saison 1943/44, in der in Frankreich keine Vereinsmannschaften, sondern Regionalauswahlen um die (später nur als inoffiziell geltende) „Kriegsmeisterschaft“ kämpften, gehörte er der Équipe fédérale Paris-Capitale an, die in der Division 1 den dritten Rang belegte. Ab Sommer 1944 spielte er für den Racing Club de Paris, mit dem er am 6. Mai 1945, zwei Tage vor dem Kriegsende, seinen ersten Titel gewann: nach einem 3:0 über Lille Olympique SC war Racing Pokalsieger. Vier Wochen zuvor war Ernest Vaast auch erstmals in die französische Nationalelf berufen worden (siehe unten). In der Meisterschaft erreichte der Hauptstadtklub in diesen Jahren meist nur obere Mittelfeldränge, aber Vaast konnte sich zweimal unter den besten Ligatorjägern platzieren: 1946/47 tauchte er dort mit 18 Treffern auf Rang 13 auf und 1947/48 genügten ihm 16 Treffer für den 10. Platz. Dafür stand er mit Racing im Mai 1949 erneut im französischen Pokalendspiel und trug diesmal – wiederum gegen Lille, Endstand 5:2 – mit seinem Tor zum 4:0 auch zählbar zum Gewinn der Coupe de France bei.
Bezüglich der Saison 1949/50 liest man vereinzelt die Behauptung, Vaast habe in diesem Jahr im Kader von Servette Genève gestanden und sei mit diesem Schweizer Meister geworden. Dies scheint aber strittig, weil er in Servettes saisonweisen Mannschaftskadern von 1948/49 bis 1950/51 nicht erwähnt wird, zumal Vaast am 14. Mai 1950 erneut mit Racing Paris im französischen Pokalfinale stand, das diesmal allerdings mit 0:2 gegen Stade Reims verloren ging. Andererseits taucht er auf einem Mannschaftsfoto von Racing während dieser Spielzeit nicht auf. Von 1951 bis 1953 spielte er beim Stade Rennais Université Club, mit dem er zweimal den Abstieg vermeiden konnte, und 1953/54 noch ein Jahr beim Zweitdivisionär Red Star. Häufig von muskulären Verletzungen geplagt, beendete er mit 31 Jahren seine Profilaufbahn.

### Stationen
- FEC Levallois
- Équipe fédérale Paris-Capitale (1943/44)
- Racing Club de Paris (1944–1951, ab 1948 42 Spiele/15 Tore in der Division 1)
  - strittig: während (eines Teils?) der Saison 1949/50 bei Servette Genève
- Stade Rennais Université Club (1951–1953, 44/8)
- Red Star Olympique Audonien (1953/54, in D2)[8]

## In der Nationalmannschaft
Zwischen April 1945 und Juni 1949 bestritt Ernest Vaast 15 A-Länderspiele mit der Èquipe tricolore, in denen er 11 Tore schoss, darunter 1947 einen Dreier in Lissabon gegen Portugal sowie je zweimal gegen die Tschechoslowakei (1946) und Belgien (1947). Auch bei den beiden überraschenden Erfolgen gegen den „Fußballlehrmeister“ England (1945 2:2 in Wembley, 1946 2:1 in Colombes) traf er je einmal; zudem bereitete er für seine Sturmpartner wie Heisserer, Prouff, Ben Barek und Baratte manches Tor durch seine Vorlagen vor. Mit 0,73 Treffern pro Länderspiel ist er bis auf den heutigen Tag einer der effizientesten Torjäger, die je das Trikot der Bleus trugen.

## Leben nach der Zeit als Spieler
Nach seiner Zeit als Berufsfußballer versuchte Ernest Vaast sich als Spielertrainer im Amateurlager, unter anderem in Bressuire, bei AS Cherbourg (1956–1959) und US Saint-Georges-les-Ancizes. Parallel dazu absolvierte er die Übungsleiterausbildung, laut Chaumier allerdings mit einem so schwachen Abschluss, dass ihm „die Türen namhafter Vereine verschlossen blieben“. Von 1968 bis 1970 arbeitete er als Trainer bei AF Rodez; weitere Stationen sind nicht zu ermitteln. Vaast starb in seinem 89. Lebensjahr in Balaruc-les-Bains.

## Palmarès
- Französischer Meister: Fehlanzeige
- Französischer Pokalsieger: 1945, 1949 (und Finalist 1950)
- strittig: Schweizer Meister: 1950
- 15 A-Länderspiele, 11 Tore für Frankreich